# Fontaine de la place du Viminal
La fontaine de la place du Viminal est située à Rome, au centre de la place homonyme qui s'ouvre entre les rampes des allées qui mènent à l'entrée du palais du Viminal, siège du Ministère de l'Intérieur.

## Histoire
Le projet de la fontaine était destinée à une place du quartier de Testaccio, pour lequel la Municipalité avait lancé un concours spécial. L'architecte Publio Morbiducci n'avait pas gagné, mais le comité lui a décerné un prix en espèces et a décidé que sa fontaine méritait encore d'être réalisée.
Construit en dix ans, le palais du Viminal était achevé en 1929. Morbiducci a donc été chargé de modifier et décorer la place devant le palais, ainsi que d'édifier la fontaine.

## Description
Le centre du bassin présente une large base rectangulaire, décorée simplement. Sur les côtés, des bas-reliefs représentent les trois montagnes, héraldiques symbole du quartier, la louve capitoline sur un côté et une couronne à tourelle, symbole de l'Italie, de l'autre côté. 
La dernière restauration remonte à 1999.